# Haladás Szombathely
Szombathelyi Haladás (deutsch Fortschritt von Szombathely), früher Haladás VSE (VSE = Vasutas Sport Egyesület, deutsch Eisenbahnsportverein), ist ein ungarischer Fußballverein aus Szombathely (deutsch Steinamanger).

## Geschichte
Der Verein wurde 1919 gegründet. Die Vereinsfarben sind Grün und Weiß. Die von den Fans oft „Hali“ genannte Mannschaft trägt ihre Heimspiele im 2017 eröffneten Haladás Sportkomplexum aus, das 8.903 Zuschauer fasst. Zuvor war der Club im Rohonci úti Stadion an gleicher Stelle beheimatet.
Haladás erreichte in den Jahren 1975, 1993 und 2002 dreimal das ungarische Pokalfinale. Seit dem ersten Aufstieg in die Nemzeti Bajnokság I, die erste ungarische Fußballliga, 1936 nahm Haladás dort bislang an mehr als 50 Spielzeiten teil. Zuletzt stieg der Verein im Jahr 2008 auf und gehörte bis 2019 der höchsten Liga an, als man als Tabellenletzter in die Nemzeti Bajnokság II abstieg.
Nach dem Ende der Zweitliga-Saison 2006/07 wurden Haladás 8 Punkte wegen des Einsatzes nicht spielberechtigter Spieler abgezogen, wodurch dem Verein der erste Tabellenplatz und damit der Wiederaufstieg versagt blieben. BFC Siófok stieg an seiner Stelle auf. 2008/09 erreichte man den 3. Tabellenplatz der Nemzeti Bajnokság I, was das bislang beste Abschneiden in der Meisterschaft bedeutete. Im Folgejahr nahm man an der Qualifikation zur UEFA Europa League teil.

## Europapokalbilanz
| Saison  | Wettbewerb                  | Runde                  | Gegner         | Gesamt    | Hin     | Rück    |
| ------- | --------------------------- | ---------------------- | -------------- | --------- | ------- | ------- |
| 1975/76 | Europapokal der Pokalsieger | 1. Runde               | FC Valletta    | 8:1       | 7:0 (A) | 1:1 (H) |
| 1975/76 | Europapokal der Pokalsieger | 2. Runde               | SK Sturm Graz  | 1:3       | 0:2 (A) | 1:1 (H) |
| 2009/10 | UEFA Europa League          | 1. Qualifikationsrunde | Ertis Pawlodar | (a)2:2(a) | 1:0 (H) | 1:2 (A) |
| 2009/10 | UEFA Europa League          | 2. Qualifikationsrunde | IF Elfsborg    | 0:3       | 0:3 (A) | 0:0 (H) |

Gesamtbilanz: 8 Spiele, 2 Siege, 3 Unentschieden, 3 Niederlagen, 11:9 Tore (Tordifferenz +2)

## Kurioses
Bekannt ist der Verein vor allem durch seine zahlreichen Auf- und Abstiege. Der Verein feierte 14 Aufstiege, erlitt aber auch 14 Abstiege.
- Aufstiege (14): 1936, 1939, 1942, 1945, 1962, 1966, 1973, 1981, 1991, 1993, 1995, 2001, 2003, 2008
- Abstiege (14): 1937, 1941, 1943, 1960, 1963, 1972, 1979, 1990, 1992, 1994, 2000, 2002, 2004, 2019

## Ehemalige Spieler
- Béla Illés (1986–1992, 2004)
- Gábor Hegyi (1986–1993)
- György Garics (1990–1998) Jugend,
- Gábor Király (1993–1997, 2015–2019)
- Péter Halmosi (199?–1998) Jugend, (1998–2002, 2010, 2011–)
- Ákos Kozmor (199?–2003) Jugend, (2003–2004) Spieler,
- Vladimir Koman (199?–2004) Jugend, (2004–2005) Spieler,
- Oliver Pusztai (1998–1999) Jugend, (1999–2001) Spieler,
- Nélio (2000–2001, 2004)
- Tibor Selymes (2001–2002)

## Ehemalige Trainer
- Károly Sós (1947–1950, 1953)
- Tibor Kemény (1965)
- Péter Bozsik (2001)
- Lajos Détári (2003)